# Chiese Leonine

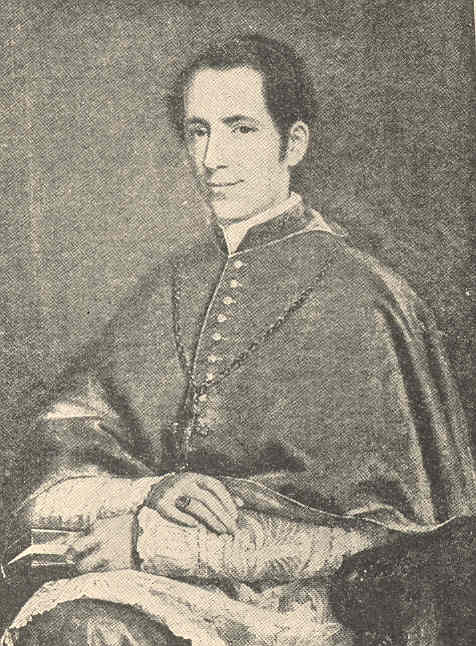
Il vescovo Vincenzo Gioacchino Pecci, futuro papa Leone XIII

Le chiese leonine sono oltre cinquanta edifici di culto accomunati dal fatto di essere stati realizzati o complessivamente ristrutturati negli anni compresi tra il 1846 e il 1878 per volere dell'allora vescovo di Perugia Vincenzo Gioacchino Pecci, il futuro papa Leone XIII, nel territorio della diocesi.
La dicitura "chiese leonine" identifica tradizionalmente un numero di 54 chiese, ovvero tutti e soli gli edifici citati nella relatione ad limina redatta da Pecci nel 1873, in cui sono elencate le chiese parrocchiali all'epoca in corso di ristrutturazione o in procinto di essere restaurate. Nel novero delle chiese leonine è possibile però includere anche quelle che, pur non rientrando nell'elenco del 1873, sono state edificate o restaurate per volere di Pecci sia durante il suo episcopato (1846-1878) che dopo la sua ascesa al soglio pontificio (1878), giungendo così a un insieme di edifici più ampio.
Gli edifici sono disseminati nel territorio dell'attuale arcidiocesi di Perugia-Città della Pieve e possono idealmente essere fatti rientrare nell'area compresa tra i centri di Perugia, Marsciano e Castiglione del Lago, con sporadiche eccezioni nell'orvietano.
Le chiese leonine presentano caratteri stilistici omogenei: hanno generalmente un'impostazione neoromanica o neogotica, che si manifesta sia in pianta (frequentemente a croce greca o latina) sia in prospetto (spesso a capanna semplice o a salienti). La loro riconoscibilità deriva anche dalla presenza di elementi architettonici ricorrenti quali un rosone, un portale e un sottogronda riccamente decorati, oltre a una torre campanaria integrata, accorpata o isolata rispetto al volume principale della chiesa.
Inoltre, le chiese presentano in facciata numerosi elementi in laterizio, utilizzato sia nella tessitura muraria sia nell'apparato decorativo sotto forma di terrecotte architettoniche. Proprio l'impiego del laterizio costituisce uno dei principali elementi ricorrenti in queste chiese, che non a caso sono piuttosto concentrate lungo la via Marscianese, nota in Umbria come "via del laterizio" per l'addensarsi lungo questa direttrice di numerose fornaci storiche. Tra queste, assume particolare rilevanza nello specifico caso delle chiese leonine il laboratorio artistico Angeletti-Biscarini, fondato e diretto dagli scultori Raffaele Angeletti e Francesco Biscarini, entrambi formatisi all'Accademia di Belle Arti di Perugia. Le opere del laboratorio, attivo a Perugia dagli anni cinquanta dell'Ottocento fino agli anni trenta del Novecento e specializzato nella produzione di terrecotte a stampo per uso architettonico, sono presenti in molte realizzazioni umbre del periodo postunitario.
L'omogeneità stilistica e materica delle chiese è legata anche ai progettisti coinvolti nella loro realizzazione, una squadra di architetti perugini di fiducia di Pecci tra cui spiccano le figure di Nazareno Biscarini, Guglielmo Calderini, Giovanni Caproni, Giovanni Santini e Guglielmo Rossi.

## Principali esempi di chiese leonine

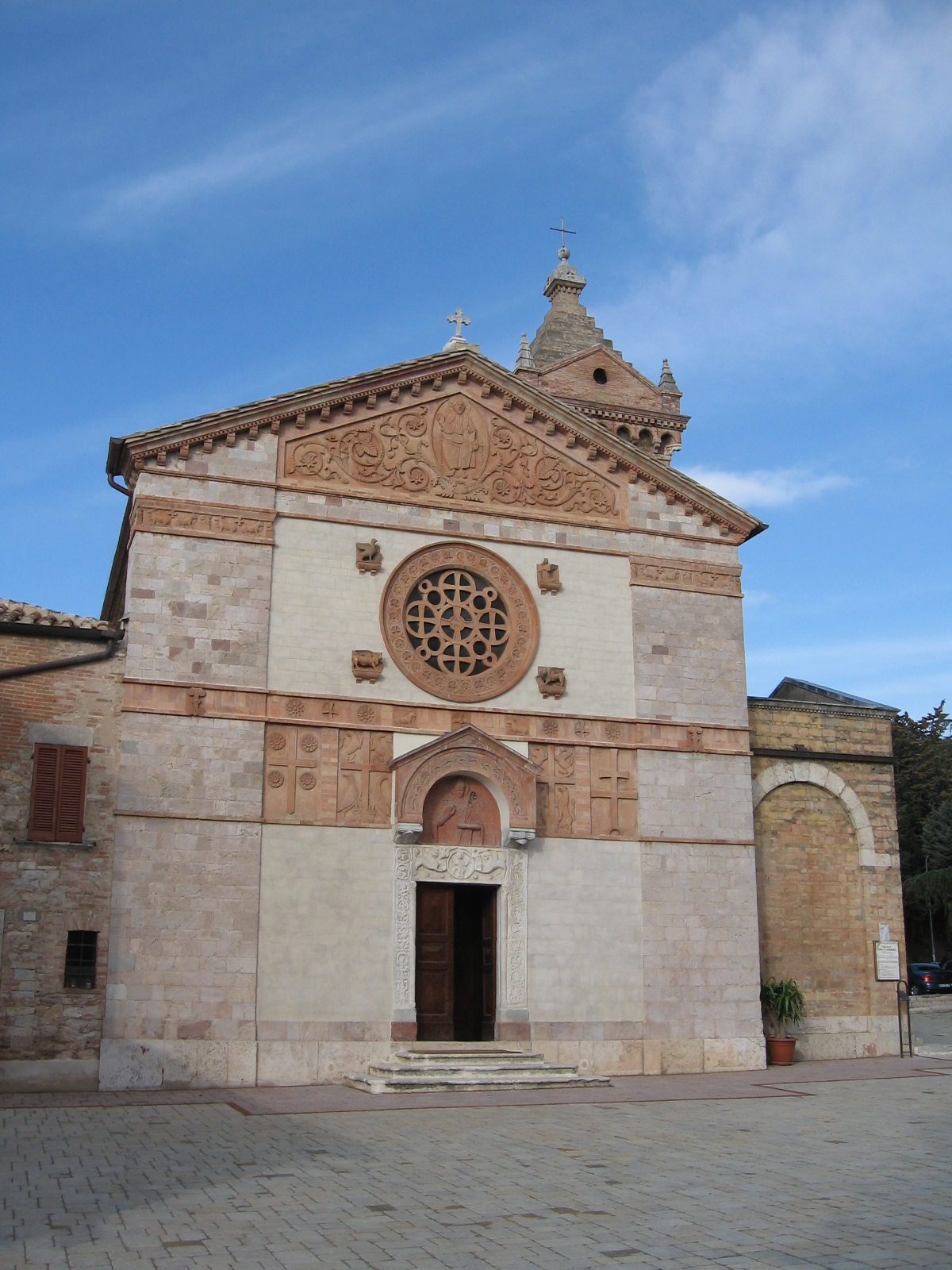
Chiesa di San Costanzo a Perugia

- Chiesa di San Michele Arcangelo ad Agello
- Chiesa di Sant'Andrea Apostolo a Bagnaia
- Chiesa di San Cipriano a Boneggio
- Chiesa di San Lorenzo a Capocavallo
- Chiesa di Santa Maria Assunta a Castel del Piano
- Chiesa di San Giovanni Battista a Castelvieto
- Chiesa di Santa Maria Maddalena a Castiglione del Lago
- Chiesa di San Giovanni Battista a Castiglione della Valle
- Chiesa di San Pietro Apostolo a Ellera-Chiugiana
- Chiesa di Santa Maria Assunta a Collebaldo
- Chiesa di San Cristoforo a Compignano
- Chiesa di Santa Maria Assunta a Corciano
- Chiesa di San Nicolò a Deruta
- Chiesa di San Giovanni Battista a Ferretto
- Chiesa di Santa Maria e San Leonardo a Fontignano
- Chiesa di Santa Maria Assunta a Mantignana
- Chiesa di San Giovanni Battista a Marsciano
- Chiesa di San Bartolomeo Apostolo a Migiana di Monte Malbe
- Chiesa di Maria Santissima Assunta in cielo a Montegabbione
- Chiesa dei Santi Apostoli Pietro e Paolo a Monteleone d'Orvieto
- Santuario della Madonna di Lourdes a Montemelino
- Chiesa di San Benedetto a Mugnano
- Chiesa dei Santi Apostoli Filippo e Giacomo a Panicarola
- Chiesa della Confraternita della Misericordia a Perugia
- Chiesa di San Costanzo a Perugia
- Chiesa di Sant'Andrea a Perugia
- Chiesa di Santa Maria Maddalena a Piana
- Chiesa di San Silvestro Papa a Piegaro
- Chiesa di Santa Maria Assunta a Pieve Caina
- Chiesa di San Giovanni Battista a Pieve di Campo
- Chiesa di San Giovanni Battista a Pila
- Chiesa di Santa Maria della Misericordia a Ponte della Pietra
- Chiesa di Santa Maria Assunta a Ponte Pattoli
- Chiesa di Santa Maria Maddalena a Ponte Valleceppi
- Chiesa di Santa Maria a Prepo
- Chiesa di San Nicola a Pretola
- Chiesa di San Giovanni Battista a Prugneto
- Chiesa di San Tommaso Apostolo a Ramazzano
- Chiesa di San Fortunato a San Fortunato della Collina
- Chiesa di San Mariano a San Mariano
- Chiesa di San Martino a San Martino Delfico
- Chiesa di San Martino a San Martino in Campo
- Chiesa di San Martino a San Martino in Colle
- Chiesa di San Nicolò a San Nicolò di Celle
- Chiesa di San Savino a San Savino
- Chiesa di San Valentino Martire a San Valentino della Collina
- Chiesa di San Vito a San Vito del Lago
- Chiesa di Santa Maria Assunta a Santa Maria Rossa
- Chiesa di San Michele Arcangelo a Sant'Angelo di Celle
- Chiesa di Sant'Agnese a Sant’Enea
- Sacrario dei caduti per la patria a Sant’Enea
- Chiesa di San Bartolomeo Apostolo a Solomeo
- Chiesa di San Nicolò a Spina
- Chiesa dell'Immacolata Concezione a Tavernelle
- Chiesa di San Giovanni Battista a Trecine
- Chiesa di Santa Maria Maddalena a Tuoro sul Trasimeno
- Chiesa di San Valentino a Villantria
- Chiesa di Santa Maria delle Grazie a Villastrada